# Premio Città dei Cavalieri di Malta
Il Premio Città dei Cavalieri di Malta è un premio che viene conferito annualmente, in una manifestazione che si tiene a Trinitapoli.
È stato istituito dal Comune di Trinitapoli nel 2007 per premiare personalità, enti o associazioni che si sono particolarmente distinti nel campo sociale e nel mondo della cultura locale, nazionale e internazionale. La sua creazione è nata dalla volontà di promuovere la città e il suo ricco patrimonio storico e naturalistico, ispirandosi al fatto che la città della bassa Capitanata dal 1589 al 1798 è stata Commenda Magistrale del Sovrano Militare Ordine di Malta.
Nel corso degli anni il premio è stato vinto oltre che da importanti volti noti anche da alcune istituzioni tra cui Gran priorato di Napoli e Sicilia del Sovrano Militare Ordine di Malta, Medici Senza Frontiere, Comunità di Sant'Egidio, AMREF, 82º Reggimento fanteria "Torino", Nazionale italiana cantanti, Caritas Italiana.

## Il premio
Il premio, denominato la "Croce di Malta", è una scultura in bronzo realizzata dal maestro Alessandro Fanizza.

## Edizioni

### I edizione
La prima edizione si è svolta nel 2007 ed è stata presentata da Attilio Romita e Matilde Brandi. I premiati sono:
- Medici Senza Frontiere
- Comunità di Sant'Egidio
- Nazionale italiana cantanti
- Ennio Morricone
- Vittorino Andreoli
- Carl Laterner
- Annamaria Tunzi
- Sergio Rubini
- Riccardo Scamarcio
- Danilo Mainardi
- Gianni Ciardo
- Mario Rosini
- Jenny B
- Le Vibrazioni
- Raphael Gualazzi

### II edizione
La seconda edizione si è svolta nel 2008 ed è stata presentata da Attilio Romita e Matilde Brandi. I premiati sono stati:
- AMREF
- Gran priorato di Napoli e Sicilia del Sovrano Militare Ordine di Malta
- Michele Placido
- Fiorella Mannoia
- Alex Britti
- Gigi Marzullo
- Rosanna Cancellieri
- Guillermo Mariotto
- Gabriella Germani
- Valentina Stella
- Francesco Arca

### III edizione
La terza edizione si è svolta nel 2009 ed è stata presentata da Tosca D'Aquino e Charlotte Krona. I premiati sono stati:
- Caritas Italiana
- 82º Reggimento fanteria "Torino"
- Anna Maria Barbera
- Lina Wertmüller
- Noemi[4]
- Serena Autieri
- Negramaro[5]
- Rita Borsellino
- Alfonso Signorini
- Franca Gandolfi (moglie di Domenico Modugno)
- Il Volo
- Matthew Lee

### IV edizione
La IV edizione si è svolta nel 2010 ed è stata presentata da Toti e Tata. I premiati sono:
- Luisa Corna
- Amedeo Minghi
- Elisa Barucchieri
- Zelig
- Giuliano Di Cesare
- Silvia Godelli
- Medici con l'Africa Cuamm

### V edizione
La V edizione si è svolta nel 2011 ed è stata presentata da Emilio Solfrizzi e Antonio Stornaiolo. I premiati sono:
- Luisa Corna
- Amedeo Minghi
- Trio La Ricotta di Zelig
- Elisa Barucchieri
- Vincenzo Deluci